# Langer Heinrich (Regensburg)
Der Lange Heinrich war ein Schornstein der Südzucker AG in Regensburg. 
Der Schornstein war Teil des Regensburger Werks der Südzucker AG, welches Ende 2007 im Rahmen des reformierten Zuckermarktes in der EU geschlossen werden musste. Das Werk wurde 1899 gegründet und war die älteste Zuckerfabrik Bayerns, abgesehen von der „Runkelrüben-Zuckerfabrik“, die 1837 in Regensburg an der Kumpfmühler Straße erbaut worden war, ihren Betrieb aber 1888 wegen Unwirtschaftlichkeit einstellen musste. Erbaut wurde der Schornstein im Jahre 1974. Mit seinen 150 Metern Höhe war der "Lange Heinrich" über Jahrzehnte eine signifikante Landmarke im Stadtgebiet von Regensburg und überragte sogar die Türme des Doms.
Am 15. September 2009 wurde der Schornstein gesprengt.